# Helmut Schuster (Kurator)
Helmut Schuster (* 18. November 1958 in Mannheim) ist ein deutscher Kurator, Kunstkritiker und Filmemacher. Er lebt in Berlin und Miami.

## Ausbildung und Ausstellungen
Helmut Schuster studierte Sozialarbeit, Psychologie und Kunstgeschichte in Fulda und Frankfurt. Erste Berufserfahrungen machte Helmut Schuster als Berater in Asylverfahren in Zusammenarbeit mit Pro Asyl Deutschland und in der Bildungsarbeit mit Jugendlichen als Leiter internationaler Jugendkunstprojekte. 1990 gründete Helmut Schuster gemeinsam mit seiner Ehefrau Claudia Schuster die heute international renommierte Galerie Schuster. Seit 1990 betreute die Galerie Ausstellungsgalerien in Gelnhausen, Offenbach, Paris, Frankfurt, Berlin, Miami und Potsdam. In der Frankfurter Zeit der Galerie Schuster war Helmut Schuster  Sprecher der IG der Galerien in Frankfurt und Mitglied des Redaktionsteams der Kunstzeitschrift „art Kaleidoskope“. In dieser Zeit begann seine bis heute anhaltende Tätigkeit als Journalist für nationale und internationale Kunstzeitschriften. „Artpulse“ in Miami oder die deutsche Kunstzeitschrift „Kunsttermine“ seien hier beispielhaft genannt.

## Kuratorentätigkeit und Kunstprojekte
Helmut Schuster kuratierte seit 1990 unzählige Kunstausstellungen und organisierte überregionale Kunstereignisse. Das Spektrum reicht hier von einem kompletten Themenblock mit insgesamt 10 Ausstellungsorten für die Frankfurter Buchmesse, über Soloausstellungen in Museen und Kunsthallen (z. B. Markus Lüpertz für den Neuffer am Park) bis zur Helmut Newton Show in Miami für das WEAM. 1999 produzierte Helmut Schuster gemeinsam mit dem ZDF Moderator Ulrich Kienzle die Kunsttalkshow Artpersonality. Die Pilotsendung wurde in der Deutschen Guggenheim Berlin aufgezeichnet. Helmut Schuster organisiert seit 1990 Kunstevents und Kunstpreise. Beispielhaft sei hier der SCA Kunstpreis genannt. Als Reaktion auf das Desaster in Haiti organisierte Helmut Schuster die Benefitauktion Berlin hilft Haiti in Zusammenarbeit mit der City of Miami, dem deutschen Generalkonsulat Miami und mit Spenden von Museen und Künstlern aus Berlin. Für Berlin konzipierte Helmut Schuster federführend die Schauhallen und war unter anderen dann auch Juror für den architektonischen Wettbewerb des Projektes. Er war sowohl Jurymitglied bei internationalen Kunstmessen (z. B. Scope New York) als auch Juror für Kunst und Kulturfestivals beispielsweise das F:Stop Festival in Leipzig. 2011 konzipierte Helmut Schuster für den amerikanischen Millionär und Sammler Michael Dezer eine 2000 m² große Ausstellungshalle. Er war sowohl für die Innenarchitektur als auch für die Konzeption der Halle verantwortlich. Als Kurator erdachte Helmut Schuster die ersten großen Ausstellungen der neuen Halle. Er zeigte die erste Retrospektive von Bunny Yeager und dann im Anschluss eine Überblicksausstellung junger Berliner Kunst in Zusammenarbeit mit der UDK Berlin. 2012 wurde Helmut Schuster zum künstlerischen Direktor des WEAM in Miami ernannt. Seine erste kuratierte Ausstellung war hier in Zusammenarbeit mit dem Museum der Moderne in Salzburg eine Einzelausstellung mit Photographien von Helmut Newton. Gleichzeitig war Helmut Schuster 2012 der künstlerische Leiter der Kunstmesse „Artafrikamiami“.

## Film
2011 kam der Dokumentarfilm Scissors & Glue als erste Regiearbeit von Helmut Schuster in die Kinos, und zur Ausstrahlung in amerikanischen Fernsehsendern. Der Film handelt von der Kulturstadt Miami. Beispielhaft wird die Relevanz von Kunst und Kultur für den sozialen Zusammenhalt einer Stadt hinterfragt. Der Film wurde von der Berlin/Münchener Produktionsfirma Zuckerfilm finanziert und als Produzenten von Daniel Krauss und Antoine Monot betreut. Scissors & Glue schaffte es auf Anhieb in das Festivalprogramm des Fort Lauderdale international Filmfestivals FLIFF und wurde mehrfach im amerikanischen PBS ausgestrahlt. Der Film war der Eröffnungsfilm des O Cinema in Miami.